# 清水メガシティピラミッド
清水 TRY 2004 メガシティピラミッド は、東京湾への巨大ピラミッド（ハイパービルディング）建設構想である。

## 概要
このピラミッドはギザのピラミッドの14倍の高さになる。750,000人を収容可能で、海抜730mの高さとなる。このピラミッドの建設により、首都圏の人口の1/47が収容できるため、東京の居住スペース不足を解消することができる。このビルのデザインは、1982年公開の映画『ブレードランナー』に登場する架空の企業・タイレル社の未来的なピラミッド型ビルの影響を部分的に受けている。また、1979年に出版されたKenneth William Gatlandと David Jeffriesの共著『Future Cities: Homes and Living into the 21st Century（邦訳、未来都市：21世紀の住宅と暮らし）』にも同様の、ピラミッド型の巨大水上都市が描かれている。